# Unité urbaine de Mallemort
L'unité urbaine de Mallemort est une unité urbaine française centrée sur la ville de Mallemort, dans le département des Bouches-du-Rhône.

## Données générales
En 2010, selon l'Insee, l'unité urbaine était composée de trois communes.
En 2020, à la suite d'un nouveau zonage, elle est composée de quatre communes, celle de Charleval ayant été ajoutée au périmètre.
En 2022, elle compte 13 815 habitants et sa densité de population s'élève à 179 hab/km2.

## Composition de l'unité urbaine en 2020
Elle est composée des quatre communes suivantes :
| Nom                      | Code Insee | Département      | Statut       | Superficie (km2) | Population (dernière pop. légale) | Densité (hab./km2) | Modifier                                    |
| ------------------------ | ---------- | ---------------- | ------------ | ---------------- | --------------------------------- | ------------------ | ------------------------------------------- |
| Mallemort (ville-centre) | 13053      | Bouches-du-Rhône | ville-centre | 28,16            | 6 190 (2022)                      | 220                | modifier les données · modifier les données |
| Alleins                  | 13003      | Bouches-du-Rhône | banlieue     | 16,78            | 2 833 (2022)                      | 169                | modifier les données · modifier les données |
| Charleval                | 13024      | Bouches-du-Rhône | banlieue     | 14,41            | 2 634 (2022)                      | 183                | modifier les données · modifier les données |
| Vernègues                | 13115      | Bouches-du-Rhône | banlieue     | 15,89            | 2 158 (2022)                      | 136                | modifier les données · modifier les données |

## Évolution démographique
| 1968  | 1975  | 1982  | 1990  | 1999   | 2008   | 2013   | 2019   |
| ----- | ----- | ----- | ----- | ------ | ------ | ------ | ------ |
| 5 602 | 6 087 | 7 231 | 8 689 | 10 074 | 12 008 | 12 624 | 13 457 |